# Raymond Devos

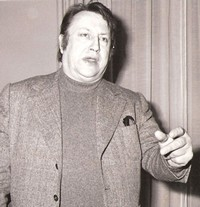
Raymond Devos

Raymond Devos (Moeskroen, 9 november 1922 - Saint-Rémy-lès-Chevreuse, 15 juni 2006) was een Belgisch humorist en cabaretier. Eigenlijk had hij Fransman moeten zijn omdat hij op een steenworp van Frankrijk uit Franse ouders werd geboren maar zijn vader had verzuimd hem als zodanig te laten registreren op het Franse consulaat.
Hij verhuisde op jeugdige leeftijd naar het land van zijn ouders en trok vanaf 1964 volle zalen met zijn solovoorstellingen die uitblonken door subtiel woordgebruik. Zowel in Frankrijk als in Wallonië was hij bijzonder populair. Naast zijn cabaretwerk schreef hij ook een aantal boeken.
Hij werd in 2003 benoemd tot Commandeur in het Legioen van Eer. Raymond Devos overleed op 83-jarige leeftijd.
In Rochefort staat er een standbeeld met als opschrift: Raymond DEVOS, jongleur de mots. Que le spectacle continue.